# Anaxipha smithi
Anaxipha smithi är en insektsart som först beskrevs av Henri Saussure 1897.  Anaxipha smithi ingår i släktet Anaxipha och familjen syrsor. Inga underarter finns listade i Catalogue of Life.